# Miguel Utray Delgado
Miguel Utray Delgado (Sevilla, 23 de agosto de 1961) es un diplomático español. Ejerce como embajador de España en Filipinas, desde 2022; con concurrencia en Palaos, Islas Marshall y Micronesia.

## Biografía
Miguel nació en Sevilla en 1961.Tras licenciarse en Historia en la Universidad Complutense de Madrid, ingresó en la Escuela Diplomática (1990).
Su primer destino en el exterior le llevó a la embajada de España en Ciudad de México (2017) como consejero cultural y director del Centro Cultural de España en México (CCEMx), organismo dependiente de la Agencia Española de Cooperación Internacional para el Desarrollo (AECID). Posteriormente trabajó en las embajadas de España en Tegucigalpa (Honduras, 1994-1996) y Ankara (Turquía, 1996-1998).Y fue cónsul general de España en Melbourne (Australia, 2006- 2008), y en Edimburgo (Escocia, 2012-2017).
En el Ministerio de Asuntos Exteriores y Cooperación ha ocupado los cargos de jefe de Área para África del Norte en la Dirección General de Política Exterior para África y Medio Oriente (1990-1993), y subdirector general de Programas y Convenios Culturales y Científicos (2001-2003).
También ha sido: subdirector general adjunto del Gabinete del Presidente del Consejo Superior de Deportes (1998-2001); adjunto a la Dirección en la Fundación Internacional y para Iberoamérica de Administración y Políticas Públicas (FIIAPP); y jefe de Protocolo del presidente Rodríguez Zapatero (2008 -2012).
Es embajador de España en Filipinas (desde 2022).